# Сент-Йор
Сент-Йор (фр. Saint-Yorre) — коммуна во Франции, находится в регионе Овернь. Департамент коммуны — Алье. Входит в состав кантона Южный Кюссе. Округ коммуны — Виши.
Код INSEE коммуны — 03264.

## Население
Население коммуны на 2008 год составляло 2745 человек.
| 1962 | 1968 | 1975 | 1982 | 1990 | 1999 | 2008 |
| ---- | ---- | ---- | ---- | ---- | ---- | ---- |
| 2942 | 3042 | 3154 | 3103 | 3003 | 2840 | 2745 |

## Экономика
Одной из крупнейших компаний является SCBV (фр. Société Commerciale d’Eaux Minérales du Bassin de Vichy), занимающаяся разливом минеральных вод Saint-Yorre и Vichy Célestins.
В 2007 году среди 1659 человек в трудоспособном возрасте (15—64 лет) 1187 были экономически активными, 472 — неактивными (показатель активности — 71,5 %, в 1999 году было 68,4 %). Из 1187 активных работали 1022 человека (562 мужчины и 460 женщин), безработных было 165 (77 мужчин и 88 женщин). Среди 472 неактивных 115 человек были учащимися или студентами, 162 — пенсионерами, 195 были неактивными по другим причинам.

## Достопримечательности
- Церковь Сент-Элуа
- Природный источник минеральной воды Saint-Yorre

Ежегодно в июле в Сент-Йор проводится фестиваль уличного искусства.

## Фотогалерея

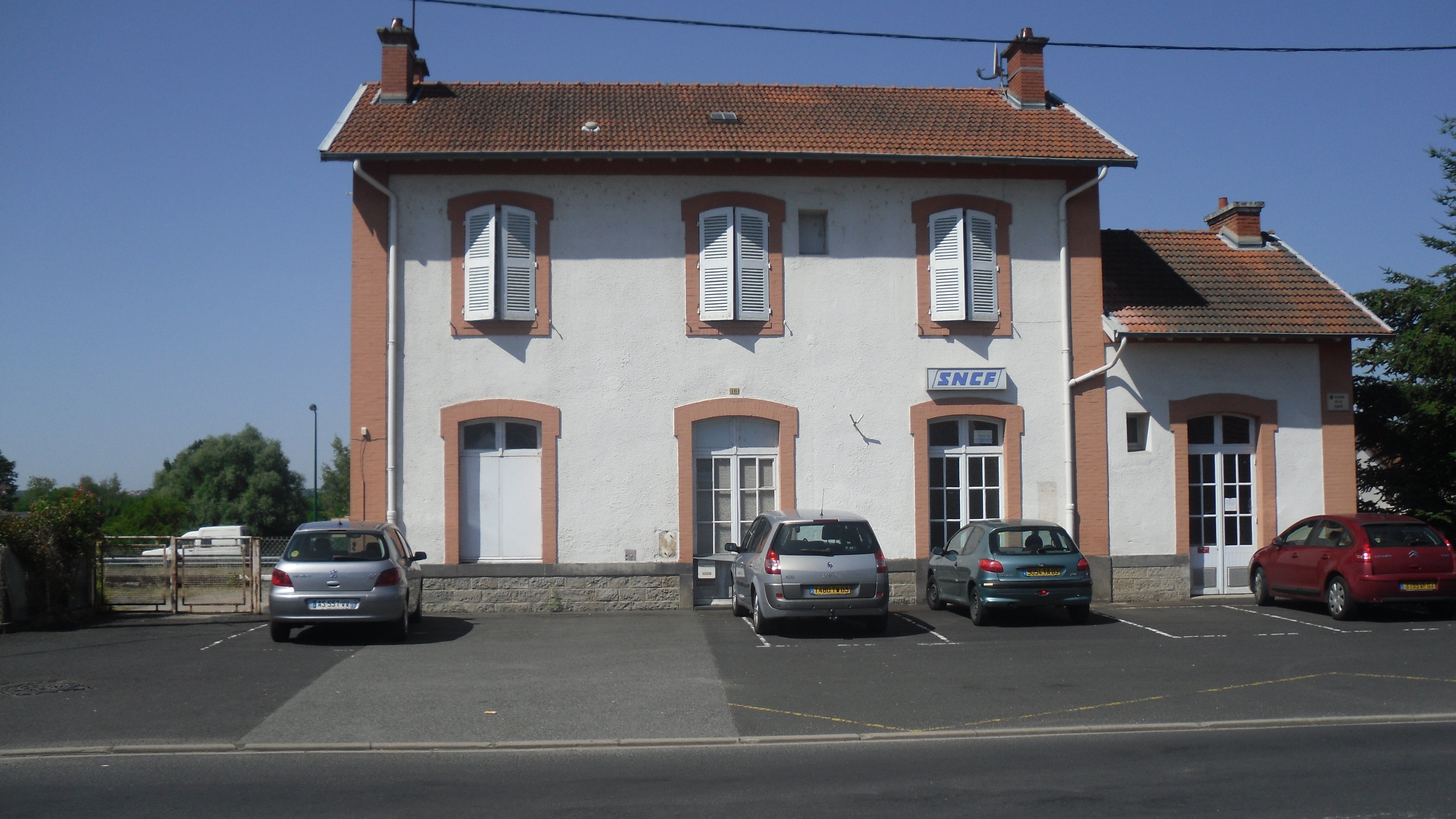
Здание вокзала
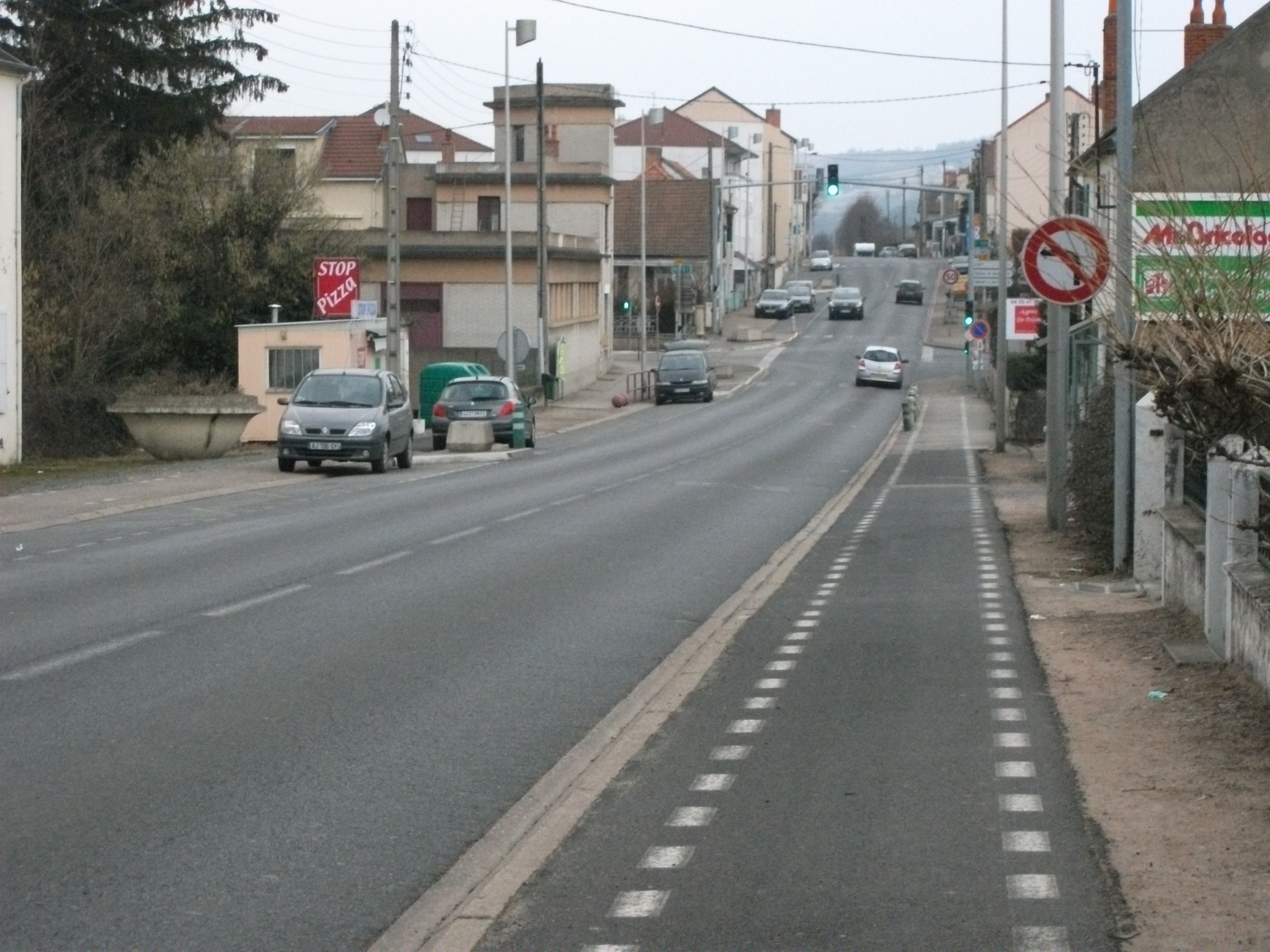
Шоссе 906, ведущее к Виши и Абрест
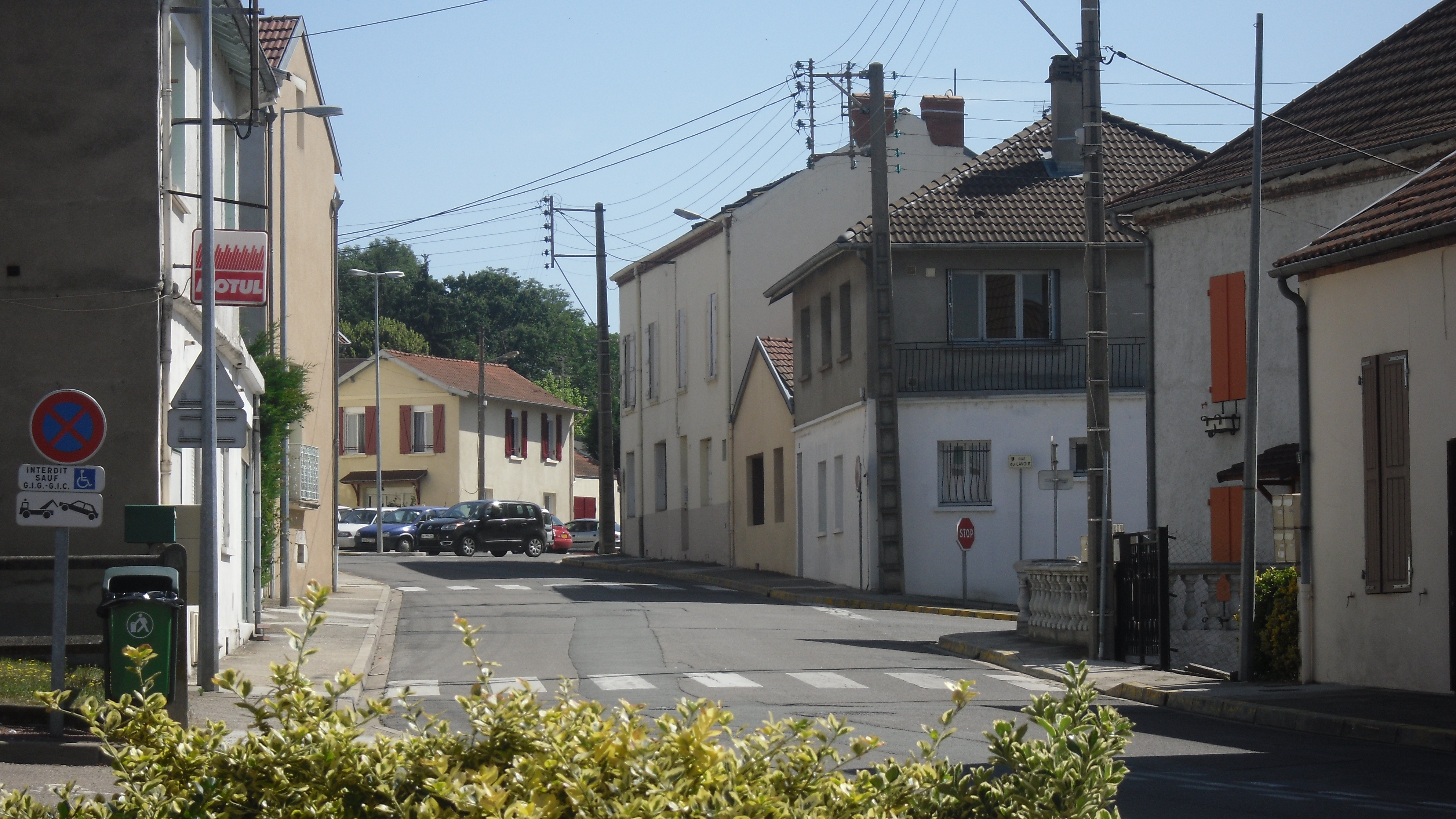
Улица Гамбетта